# The Crimson Idol
The Crimson Idol é o quinto álbum de estúdio da banda de heavy metal W.A.S.P., lançado pela Capitol Records em 1992. É um álbum conceitual, que conta a história do rock star fictício Jonathan Steel. (anagrama para Jesus Cristo)
Originalmente gravado como um álbum solo de Blackie Lawless, mas ele cedeu à pressão dos fãs e lançou sob o nome de W.A.S.P..

## Faixas
Todas as canções escrita, composta e produzido por Blackie Lawless.
1. "The Titanic Overture" – 3:23
2. "The Invisible Boy" – 4:04
3. "Arena of Pleasure" – 4:06
4. "Chainsaw Charlie (Murders in the New Morgue)" – 7:36
5. "The Gypsy Meets the Boy" – 4:08
6. "Doctor Rockter" – 3:43
7. "I Am One" – 4:27
8. "The Idol" – 5:20
9. "Hold on to my Heart" – 4:14
10. "The Great Misconceptions of Me" – 9:29

## Formação
- Blackie Lawless – vocal, guitarra solo e base, baixo, teclados
- Bob Kulick – guitarra solo
- Frankie Banali – bateria
- Stet Howland – bateria